# 拉塞尔·库茨
拉塞尔·库茨（英語：Russell Coutts，1962年3月1日—），新西兰男子帆船运动员。他曾代表新西兰参加1984年和1992年夏季奥林匹克运动会帆船比赛，其中1984年奥运会获得一枚金牌。